# Menyhért Lónyay
Menyhért Lónyay de Nagylónya et Vásárosnamény (Nagylónya, 6 gennaio 1822 – Budapest, 3 novembre 1884) è stato un politico ungherese, primo ministro dell'Ungheria dal 1871 al 1872.
Membro di una famiglia aristocratica protestante, divenne membro della Dieta nel 1843 e si distinse per la sua opposizione al sistema tariffario protezionista proposto da Lajos Kossuth. In seguito alla formazione di un governo rivoluzionario nel 1848 ricoprì la carica di sottosegretario di Stato. Dopo il fallimento dei moti fuggì da Paese per farvi ritorno nel 1850 in seguito ad un'amnistia.
Nominato ministro delle Finanze nel 1867 durante il governo di Gyula Andrássy, divenne tre anni dopo ministro delle Finanze dell'Impero austro-ungarico. Nell'agosto 1871 venne nominato conte e divenne primo ministro d'Ungheria ma già il 2 dicembre dell'anno dopo sarà costretto alle dimissioni in seguito alle accuse di corruzione lanciate contro di lui da un membro della Dieta.